# اوه مین ئه
اوه مین ئه (کره‌ای: 오민애؛ زادهٔ ۱۰ سپتامبر ۱۹۶۵) بازیگر اهل کره جنوبی است. او بیشتر به خاطر ایفای نقش در آقای آفتاب، خاطرات رهایی من، پنت‌هاوس: جنگ در زندگی و کور شناخته می‌شود.

## فیلم‌شناسی

### مجموعه تلویزیونی
| سال     | عنوان                         | نقش            | منابع               |
| ------- | ----------------------------- | -------------- | ------------------- |
| ۲۰۰۹    | دوست، افسانه ما               | مادر جین سوگ   | [ ۵ ]               |
| ۲۰۱۱    | پیت ا پت، مای لاو             | خالهٔ مینگ مینگ | [ ۶ ]               |
| ۲۰۱۳    | دوشیزه کره                    | مدیر چوی       | [ ۷ ]               |
| ۲۰۱۸    | آقای آفتاب                    | همسر آقای ایم  | [ ۸ ]               |
| ۲۰۲۰–۲۱ | پنت‌هاوس: جنگ در زندگی         | خانم بیون      | [ ۹ ] [ ۱۰ ] [ ۱۱ ] |
| ۲۰۲۱    | دی.پی.                        | مادر جون موک   | [ ۱۲ ]              |
| ۲۰۲۱    | یکه و تنها                    | مادر یونگ چان  | [ ۱۳ ]              |
| ۲۰۲۲    | خاطرات رهایی من               | بیون سانگ می   | [ ۱۴ ]              |
| ۲۰۲۲    | کور                           | این سونگ مو    | [ ۱۵ ]              |
| ۲۰۲۲    | جان بها                       | لی چون نام     | [ ۱۶ ]              |
| ۲۰۲۲    | افتخار                        | مادر دو یونگ   | [ ۱۷ ]              |
| ۲۰۲۳    | ترولی                         |                | [ ۱ ]               |
| ۲۰۲۳    | افتخار پارت ۲                 | مادر دو یونگ   | [ ۱۸ ]              |
| ۲۰۲۳    | دکتر رمانتیک ۳                | کو کیونگ سوک   | [ ۱۹ ]              |
| ۲۰۲۳    | مسابقه                        | هوا جا         | [ ۱ ]               |
| ۲۰۲۳    | دوز روزانه آفتاب              | مادر سو وان    | [ ۲۰ ]              |
| ۲۰۲۴    | پارادوکس قاتل                 | شماس کیم       | [ ۲۱ ]              |
| ۲۰۲۴    | گردباد                        | یو جونگ می     | [ ۲۲ ]              |
| ۲۰۲۵    | وقتی زندگی به تو نارنگی می‌دهد | کوان گه اوک    | [ ۲۳ ]              |